# Koakin (Guiba)
Pour les articles homonymes, voir Koakin.
Koakin est une commune rurale située dans le département de Guiba de la province du Zoundwéogo dans la région Centre-Sud au Burkina Faso.

## Géographie
Koakin est localisé à 1 km à l'est de Bilbalogo et à 6 km à l'ouest du centre de Manga. Le village est également situé à 3 km au sud-ouest de la route nationale 29.

## Santé et éducation
Le centre de soins le plus proche de Koakin est le centre de santé et de promotion sociale (CSPS) de Bilbalogo tandis que le centre médical (CMA) le plus proche se trouve à Manga.